# Hemiandrus subantarcticus
Hemiandrus subantarcticus är en insektsart som först beskrevs av John Tenison Salmon 1950.  Hemiandrus subantarcticus ingår i släktet Hemiandrus och familjen Anostostomatidae. Inga underarter finns listade i Catalogue of Life.